# 오버마스터
〈오버마스터〉(オーバーマスター 오바마스타[*])는 호시이 미키(하세가와 아키코), 가나하 히비키(누마쿠라 마나미), 시죠 타카네(하라 유미)의 싱글이다. 2008년 12월 10일에 일본 컬럼비아에서 발매되었다.

## 개요
정식적인 타이틀은 〈THE IDOLM@STER MASTER SPECIAL 961“오버마스터”〉이며, 《MASTER SPECIAL》 시리즈에 포함되며, 타이틀 곡 〈오버마스터〉는 PSP 전용 게임 《THE IDOLM@STER SP》의 삽입곡이다. 이 CD의 발매에 앞서 2008년 11월 21일 ~ 2008년 12월 3일의 기간 한정으로 동명 노래의 게임 버전이 휴대 사이트인 아니메로믹스 ‘아니메로☆노래’에서 착신음으로 무료 공개되었다.
동시 발매된 Colorful Days와의 동시 구입 특전으로서 선착으로 ‘미니노보리와 이벤트 응모 엽서’가 메이커 특전으로서 선물되었다.
통상판 외에 DVD가 들어 있는 초도 한정판도 판매되며 이 DVD에는 〈961 프로 오버마스터 선행 프로모션 비디오〉, 〈TOKYO GAME SHOW 2008 프로모션 영상〉 , 〈게임 선행 영상 ‘라이벌과의 만남 (프로듀서편)’〉, 〈하세가와 아키코, 누마쿠라 마나미, 하라 유미로의 인터뷰〉가 수록되었다.

## 수록곡
| #  | 제목                                                                 | 작사       | 작곡                 | 편곡                                                                                  | 음악가 | 재생 시간 |
| -- | -------------------------------------------------------------------- | ---------- | -------------------- | ------------------------------------------------------------------------------------- | ------ | --------- |
| 1. | 〈오버마스터 (M@STER VERSION)〉 (オーバーマスター（M@STER VERSION）) | NBGI (mft) | NBGI (나카가와 코지) | 호시이 미키(하세가와 아키코), 가나하 히비키 (누마쿠라 마나미), 시죠 타카네(하라 유미) | 4:47   |           |
| 2. | 〈KisS〉                                                             | yura Dark  | 하시모토 유카리      | 호시이 미키(하세가와 아키코), 가나하 히비키(누마쿠라 마나미), 시죠 타카네(하라 유미)  | 4:29   |           |
| 3. | 〈성스러운 밤에〉 (聖なる夜に)                                       | 케츠메이시 | 케츠메이시           | 호시이 미키(하세가와 아키코), 가나하 히비키 (누마쿠라 마나미), 시죠 타카네(하라 유미) |        |           |
| 4. | 〈오버마스터 (M@STER VERSION)〉 (오리지널 가라오케)                  |            | NBGI (나카가와 코지) |                                                                                       |        |           |
| 5. | 〈KisS〉 (오리지널 가라오케)                                         | yura Dark  | 하시모토 유카리      |                                                                                       |        |           |

## 차트
| 차트                                     | 최고 순위 |
| ---------------------------------------- | --------- |
| 일본 (오리콘 차트 (데일리))              | 3         |
| 일본 (오리콘 차트 (주간))                | 11        |
| 일본 (Billboard JAPAN Hot Singles Sales) | 22        |

### 내용주
1. ↑  높이 약 24.5 cm, 폭약 8.5 cm로, 기 부분은 지제, 장대 부분은 금속제로 근원에 수지제 클립이 첨부되어 2009년 1월 10일의 765 프로 이벤트 혹은 2009년 1월 17일의 961 프로 이벤트 어느 하나의 초대 티켓에 응모할 수 있던 엽서세트.

### 참조주
1. ↑  하세가와 아키코와 하라 유미에게의 회견 기자는 누마쿠라 마나미. 누마쿠라 마나미에게의 회견 기자는 이마이 아사미.
2. ↑  “Billboard JAPAN Hot Singles Sales” (일본어). 2008년 12월 22일.